# Col de Saint-Alexis
Le col de Saint-Alexis est un col de montagne situé à 1 222 mètres d'altitude dans le département français de la Drôme, dans le massif du Vercors.